# NGC 3281D
NGC 3281D is een balkspiraalstelsel in het sterrenbeeld Luchtpomp. Het hemelobject werd op 2 mei 1834 ontdekt door de Britse astronoom John Herschel.

## Synoniemen
- ESO 375-68
- MCG -6-23-55
- PGC 31273